# Franco Montoro
André Franco Montoro (São Paulo, 14 de julho de 1916 – São Paulo, 16 de julho de 1999) foi um advogado e político brasileiro. Entre outros cargos, foi o 52.º Governador de São Paulo (1983–1987), Senador, Deputado Federal, Deputado Estadual e Ministro do Trabalho e Previdência Social.
Publicou diversas obras jurídicas e políticas, voltadas principalmente ao tema do parlamentarismo e da justiça social.

## Biografia
André Franco Montoro, nascido em São Paulo no ano de 1916, filho do tipógrafo italiano Andrea Montoro, natural da Calábria, e da espanhola Tomasa Alijostes Zubia, natural do País Basco. Fez o primário na Escola Normal Caetano de Campos e concluiu o secundário no Colégio São Bento.
Em 1934 ingressou na Faculdade de Direito da Universidade de São Paulo (USP), pela qual formou-se em 1938. No mesmo período cursou Filosofia e Pedagogia na Faculdade de Filosofia, Ciências e Letras de São Bento, posteriormente nomeada de Pontifícia Universidade Católica de São Paulo (PUC-SP), obtendo licenciatura também em 1938.
Foi professor universitário da PUC-SP nos dois anos seguintes a sua formatura. Também foi secretário-geral do Serviço Social da Secretaria de Justiça do estado de São Paulo e procurador do estado entre 1940 e 1950.
Durante a juventude colaborou em alguns periódicos, como O Debate (do qual foi diretor), O Legionário, Folha da Manhã, A Noite e Diário de São Paulo.

## Carreira política

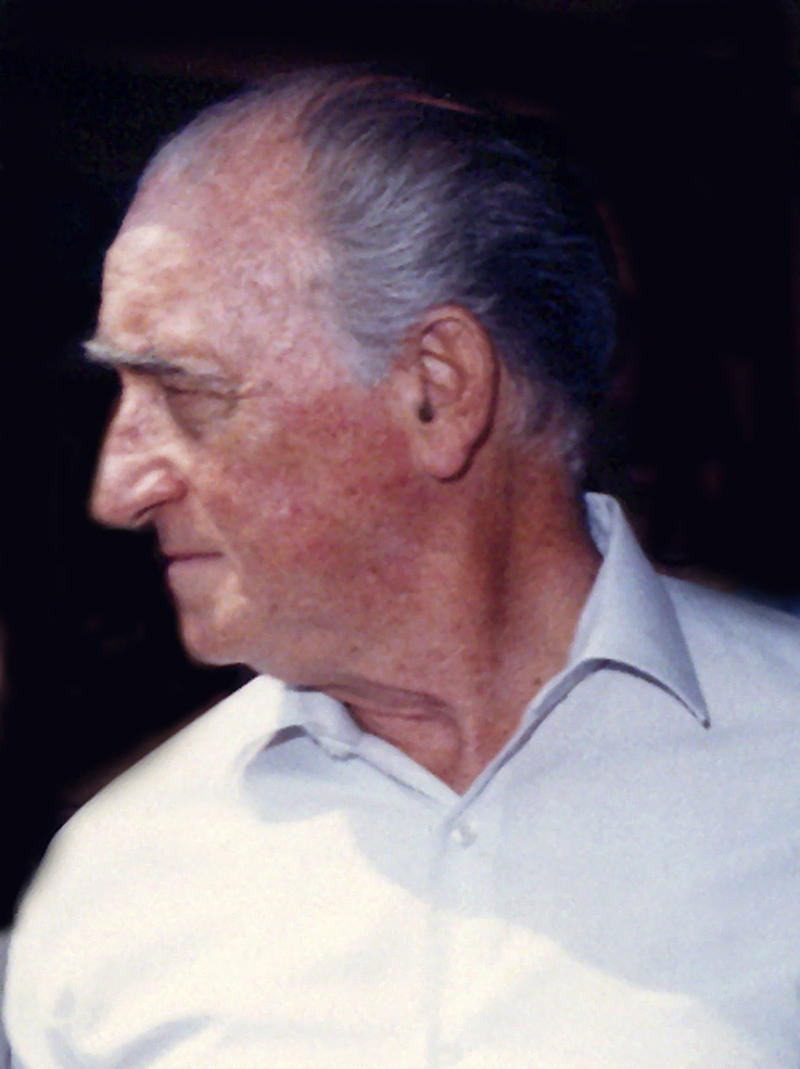
Franco Montoro em Avaré, na década de 1980

Sua longa carreira política iniciou-se quando foi eleito vereador em São Paulo pelo PDC, ao lado de Jânio Quadros, em 1947. Foi eleito deputado estadual em 1950 e deputado federal em 1958, 1962 e 1966.
Foi ministro do Trabalho e Previdência Social, durante o breve período parlamentarista do Brasil, compondo o gabinete do primeiro-ministro Tancredo Neves de 8 de setembro de 1961 a 12 de julho de 1962.
Ingressou no MDB após a queda de João Goulart e a instauração do Regime Militar de 1964. Foi eleito senador em 1970 e reeleito em 1978. Em continuidade ao MDB, fundou o PMDB em 1980.
Foi eleito governador de São Paulo em 15 de novembro de 1982, na primeira eleição direta para o cargo após vinte anos, tendo vencido quatro concorrentes: o ex-prefeito paulistano Reinaldo de Barros (PDS), o ex-presidente Jânio Quadros (PTB), o  sindicalista Luiz Inácio Lula da Silva (PT) e Rogê Ferreira (PDT). Tomou posse em 15 de março de 1983. Sua investida no Palácio dos Bandeirantes permitiu a efetivação de seu suplente, o sociólogo Fernando Henrique Cardoso, em sua vaga no Senado Federal.
Durante o mandato de governador, foi um dos artífices da campanha das Diretas Já e, a seguir, da eleição de Tancredo Neves à Presidência da República. Sua primazia sobre os peemedebistas de São Paulo refluiu a partir de 1985, quando Jânio Quadros derrotou Fernando Henrique na disputa pela prefeitura da capital. Após a vitória de Orestes Quércia na eleição para governador em 1986, Montoro foi um dos artífices da criação do PSDB, em 1988. Presidente nacional do PSDB, foi derrotado na eleição para senador em 1990, mas recompôs sua liderança política ao ser novamente eleito deputado federal em 1994 e 1998.
Morreu no dia 16 de julho de 1999, em São Paulo, dois dias após seu aniversário de 83 anos.

### Governo Montoro
Em seu mandato como governador de São Paulo, Franco Montoro descentralizou a administração estadual em 42 regiões de governo. No setor educacional, promoveu a municipalização da merenda escolar e das construções de unidades de ensino, além de implantar o ciclo básico no então primeiro grau.
Na área de infraestrutura, construiu aproximadamente quatro mil quilômetros de estradas vicinais, ampliou as redes de água e esgoto, e aumentou o número de municípios atendidos pela Sabesp. Também houve a expansão da linha Leste-Oeste do Metrô (atualmente Linha 3 - Vermelha).
No campo da segurança pública, reequipou as Polícias Civil e Militar e criou iniciativas como a Operação Polo e o Tático Móvel, com o objetivo de reduzir os índices de criminalidade.
O governo Montoro enfrentou dificuldades financeiras herdadas das gestões anteriores, de Paulo Maluf e José Maria Marin, o que limitou a execução de grandes obras de impacto. Ainda assim, enfrentou greves de professores e servidores públicos, atendendo a algumas reivindicações logo após o início das mobilizações, o que lhe garantiu apoio entre o funcionalismo público.
Diversos membros de seu governo ocupariam cargos de destaque na política estadual posteriormente. José Serra, seu secretário de planejamento, foi governador de São Paulo entre 2007 e 2010. Orestes Quércia, vice-governador durante sua gestão, sucedeu-o no cargo entre 1987 e 1991. Mário Covas, nomeado prefeito da capital em 1983, foi governador entre 1995 e 2001. Aloysio Nunes, por sua vez, foi vice-governador na gestão de Luiz Antônio Fleury Filho, de 1991 a 1994.

### Luta pela redemocratização

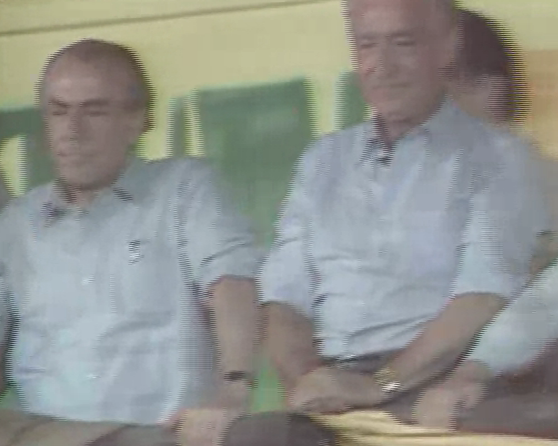
Leonel Brizola e Franco Montoro no Comício da Candelária

Montoro foi uma das principais lideranças na luta pela redemocratização do país e da campanha pelas eleições diretas para presidente da República. Ao lado de Tancredo Neves e Ulysses Guimarães, esteve em todos os discursos e comícios pró-diretas, em 1984.
Em 1988, descontente com os rumos do PMDB, foi um dos fundadores e presidente do PSDB. Candidatou-se ao Senado em 1990, perdendo para Eduardo Suplicy. Voltou a atuar como deputado federal entre 1995 e 1999, ano em que morreu, vítima de infarto.

## Família de políticos
Dois de seus filhos seguiram na carreira política do pai. José Ricardo Franco Montoro (Ricardo Montoro) elegeu-se vereador em 2000 com 28 744 votos e foi reeleito em 2004 com 57 600 votos. Eleito deputado estadual em 2006 com 81 181 votos, assumiu a Secretaria Municipal de Participação e Parceria na gestão do prefeito Gilberto Kassab. Lançou-se candidato a deputado federal em 2010, ficando com a vaga de suplente com a votação de 74 213 votos.
André Franco Montoro Filho foi secretário de estado no governo Covas e tentou uma cadeira na Câmara Federal em 2006 pelo PSDB. Teve 58 010 votos (equivalente a 0,28% dos votos válidos), tendo sido suplente, foi efetivado em 2011.

## Desempenho em eleições
| Ano  | Eleição                        | Partido | Candidato a       | Votos     | Resultado  |
| ---- | ------------------------------ | ------- | ----------------- | --------- | ---------- |
| 1950 | Municipal de São Paulo         | PDC     | Vereador          |           | Eleito     |
| 1954 | Eleição Estadual de São Paulo  | PDC     | Deputado estadual | 8 863     | Eleito     |
| 1958 | Eleição Federal de São Paulo   | PDC     | Deputado federal  | 76 646    | Eleito     |
| 1962 | Eleição Federal de São Paulo   | PDC     | Deputado federal  | 62 463    | Eleito     |
| 1965 | Eleição Municipal de São Paulo | PDC/PSB | Prefeito          | 52 026    | Não eleito |
| 1966 | Eleição Federal de São Paulo   | MDB     | Deputado federal  | 80 315    | Eleito     |
| 1970 | Senado de São Paulo            | MDB     | Senador           | 1 985 868 | Eleito     |
| 1978 | Senado de São Paulo            | MDB     | Senador           | 4 517 456 | Eleito     |
| 1982 | Governo de São Paulo           | PMDB    | Governador        | 5 441 583 | Eleito     |
| 1990 | Senado de São Paulo            | PSDB    | Senador           | 1 065 420 | Não eleito |
| 1994 | Eleição Federal de São Paulo   | PSDB    | Deputado federal  | 223 558   | Eleito     |
| 1998 | Eleição Federal de São Paulo   | PSDB    | Deputado federal  | 99 356    | Eleito     |

## Homenagens
Desde 28 de novembro de 2001, conforme a Lei Federal n. 10.314, seu nome figura homenageado no Aeroporto Internacional de São Paulo/Guarulhos. É, também, patrono do Centro Acadêmico do curso de Direito da Universidade Estadual Paulista (UNESP), campus de Franca. Também é homenageado em Mogi Guaçu com seu nome em uma faculdade municipal, "Faculdade Municipal Professor Franco Montoro".  

### Escolas
- E.M. Governador Franco Montoro - Praia Grande
- Governador André Franco Montoro - São Lourenço da Serra
- E.M.E.B "Governador André Franco Montoro" - Valinhos
- Escola Municipal Prof. André Franco Montoro - Vinhedo
- E.M. Governador André Franco Montoro - Capão Bonito[12]

## Livros
São os livros publicados por Franco Montoro, considerando-se o ano da primeira edição:
- Os princípios fundamentais do método no direito (1942)
- Três temas sobre a propriedade (1945)
- Condição jurídica do nascituro no direito brasileiro (1953)
- Integração econômica, social e política da América Latina (1958)
- Con los pobres de América (1962, em colaboração com Eduardo Frei Montalva, Rafael Caldera, Radomiro Tomic e Héctor Cornejo Chávez)
- Salário-família, promoção humana do trabalhador (1963)
- Ideologias em luta (1966)
- ABC dos direitos do trabalhador (1968)
- Introdução à ciência do direito (1968)
- Da democracia que temos para a democracia que queremos (1974)
- Hay que reinventar la democracia (1976, em colaboração com Luis Herrera Campins, Étienne Borne, Eduardo Fernandes e outros)
- A luta pelas eleições diretas (1978)
- Estudos de filosofia do direito (1981)
- Alternativa comunitária, um caminho para o Brasil (1982)
- Leis e projetos de inspiração comunitária (1982)
- Participação: desenvolvimento com democracia (1990)
- Perspectivas de integração da América Latina (1994)